# Love Lust Faith + Dreams
Love Lust Faith + Dreams is het vierde studioalbum van de Amerikaanse alternatieve-rockband 30 Seconds to Mars. Het is hun eerste album na twee jaar toeren en een half jaar opnemen. Aan het door Jared Leto en Steve Lillywhite geproduceerde album werd in april 2012 begonnen en in december werden de opnames afgerond. Het album wordt, verschillend per regio, tussen 17 en 22 mei 2013 uitgebracht via Virgin Records en EMI Group. Op 4 februari 2013 werd de leadsingle Up in the Air uitgebracht.

## Opname en achtergrond
In 2009 werd het derde album This Is War uitgebracht, dat thematisch donkerder was qua lyriek en luider, experimenteler en elektronischer qua geluid. Met ruim vier miljoen verkochte albumexemplaren en ruim een miljoen verkochte single-eenheden, is het album de bands op commercieel gebied het meest succesvolle album. Het album werd gepromoot door de Into the Wild Tour, de Hurricane Tour en de Closer to the Edge Tour, waarmee de band meer dan twee jaar op tournee was en hiermee in het Guinness Book of Records-boek kwam te staan als de band met de langste concerttoer. Vrijwel meteen begon de band met het werken aan en het opnemen van een opvolger dat in scherp contrast met This Is War moet staan vanwege "de eb en vloed en de inhoud en structuur".  Net als op het vorig album werden fans uitgenodigd gastbijdragen te leveren voor groepsvocalen.
Up in the Air werd gekozen als de eerste single van het album. Het werd op 19 maart 2013 uitgebracht. Een kopie van de single op cd werd op 18 maart voor het eerst in de ruimte afgespeeld, passend met de titel. De cd-single werd in het Internationaal ruimtestation ISS van de NASA gedraaid.

## Tracklist
Alle teksten zijn geschreven door Jared Leto. 
| Nr. | Titel             | Muziek | Duur  |
| --- | ----------------- | ------ | ----- |
| 1.  | Birth             |        | 02:07 |
| 2.  | Conquistador      |        | 03:12 |
| 3.  | Up in the Air     |        | 04:36 |
| 4.  | City of Angels    |        | 05:02 |
| 5.  | The Race          |        | 03:40 |
| 6.  | End of All Days   |        | 04:51 |
| 7.  | Pyres of Varanasi |        | 03:12 |
| 8.  | Bright Lights     |        | 04:46 |
| 9.  | Do or Die         |        | 04:07 |
| 10. | Convergence       |        | 02:00 |
| 11. | Northern Lights   |        | 04:44 |
| 12. | Depuis le Debut   |        | 02:33 |

| Nr. | Titel               | Duur  |
| --- | ------------------- | ----- |
| 13. | Night of the Hunter | 06:28 |

## Personeel

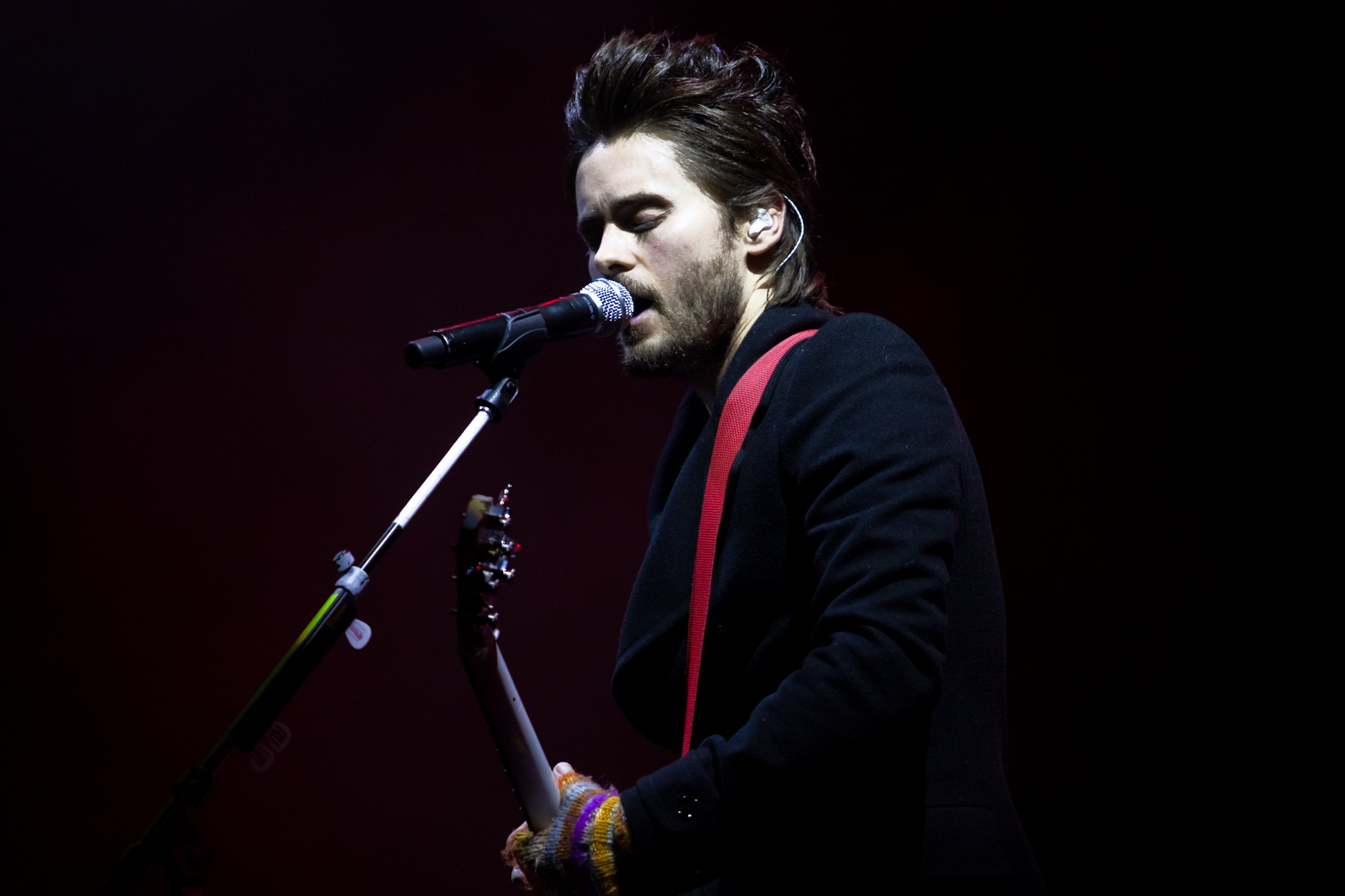
Voorman Jared Leto schreef alle teksten op het album

- Jared Leto − leadzang, gitaar, basgitaar, keyboard, synthesizer
- Shannon Leto − drums, percussie, synthesizer
- Tomo Miličević − gitaar, basgitaar, keyboard, synthesizer, viool